# Dennis (Massachusetts)
Dennis é uma cidade no condado de Barnstable, Massachusetts, Estados Unidos, situada próxima do centro de Cape Cod. A população era de 13,939 pessoas no censo de 2018.